# Südlicher Bambuslemur
Der Südliche Bambuslemur oder Südliche Halbmaki (Hapalemur meridionalis) ist eine Primatenart aus der Gruppe der Lemuren. Er gilt als eine vom Östlichen Bambuslemuren abgetrennte eigenständige Art.

## Merkmale
Südliche Bambuslemuren erreichen eine Kopfrumpflänge von 24 bis 30 Zentimetern, der Schwanz ist mit 32 bis 40 Zentimetern länger als der Rumpf und das Gewicht beträgt 0,8 bis 1,1 Kilogramm. Sie ähneln den Östlichen Bambuslemuren, sind aber etwas dunkler. Ihr Fell ist an der Oberseite grau bis olivgrau gefärbt, wobei die Schultern und der hintere Teil des Rumpfes rötlich sein können. Die Unterseite ist hellgrau gefärbt, ebenso das Gesicht, der Schwanz ist dunkelgrau. Der Kopf ist wie bei allen Bambuslemuren durch die kleinen, rundlichen Ohren und die kurze Schnauze charakterisiert.

## Verbreitung und Lebensraum

Verbreitungsgebiet des Südlichen Bambuslemurs (rot)

Diese Primaten kommen wie alle Lemuren nur auf Madagaskar vor, wo sie den Südosten der Insel bewohnen. Die Nordgrenze ihres Verbreitungsgebietes bildet der Fluss Mananara. Lebensraum dieser Tiere sind Küsten- und Regenwälder, sie kommen bis in 1600 Meter Seehöhe vor.

## Lebensweise
Über die Lebensweise der Südlichen Bambuslemuren ist relativ wenig bekannt. Sie sind tagaktiv und leben in kleinen Gruppen von bis zu sieben Tieren, im Geäst bewegen sie sich senkrecht kletternd und springend fort. In ihrem Verbreitungsgebiet gibt es relativ wenig Bambus, daher wird vermutet, dass ihre Nahrung im Gegensatz zu anderen Bambuslemuren weniger aus diesen Pflanzen besteht. Vielmehr könnten die dort weit verbreiteten Schraubenbäume und Bäume der Reisenden die Nahrung dieser Tiere liefern.

## Bedrohung
Die Hauptgefährdung für die Südlichen Bambuslemuren stellt die Zerstörung ihres Lebensraums durch Brandrodungen, Abholzungen, Holzkohleerzeugung und Bergbau dar, hinzu kommt die Bejagung. Ihr Verbreitungsgebiet ist zerstückelt, die Bestände sind im Rückgang begriffen. Die IUCN listet die Art als „gefährdet“ (vulnerable).